# 余命一年の僕が、余命半年の君と出会った話
『余命一年と宣告された僕が、余命半年の君と出会った話』（よめいいちねんとせんこくされたぼくが、よめいはんとしのきみとであったはなし）は、森田碧による日本の小説。2021年1月5日にポプラ社から刊行された。シリーズの名称は「よめぼく」シリーズ。2024年8月時点で累計部数が50万部を突破している。
メディアミックスとして沖野れんにより漫画化され、「ComicWalker」→「カドコミ」（KADOKAWA）の「COMIC BRIDGE」レーベルにて、2023年4月19日より連載されている。
2024年1月25日にはNetflixで映画化されることが発表された。

## あらすじ
主人公は高校1年生の早坂秋人。彼は心臓病で余命1年と告げられる。ある日、同じように余命半年の少女・桜井春奈と出会う。その後、2人の切なく儚い恋が始まる。

## 登場人物
早坂秋人（はやさか あきと）
高校1年生。心臓病を患い、余命1年と伝えられる。

桜井春奈（さくらい はるな）
心臓病を患い、余命半年と伝えられる。

三浦綾香（みうら あやか）
春奈の親友。

実希子（みきこ）
生花店の店主。

早坂慈美（はやさか しげみ）
秋人の母。

早坂一樹（かずき）
秋人の父。

桜井葉月（さくらい はづき）
春奈の母。看護師。

## 既刊一覧

### 小説
- 森田碧『余命一年の僕が、余命半年の君と出会った話』ポプラ社〈ポプラ文庫ピュアフル〉、2021年1月発売[2]、ISBN 978-4-591-16889-9
- 森田碧『余命99日の僕が、死の見える君と出会った話』ポプラ社〈ポプラ文庫ピュアフル〉、2022年1月発売[8]、ISBN 978-4-591-17237-7
- 森田碧『余命88日の僕が、同じ日に死ぬ君と出会った話』ポプラ社〈ポプラ文庫ピュアフル〉、2022年12月発売[3]、ISBN 978-4-591-17584-2
- 森田碧『余命0日の僕が、死と隣り合わせの君と出会った話』ポプラ社〈ポプラ文庫ピュアフル〉、2023年6月発売[4]、ISBN 978-4-591-17237-7
- 森田碧『余命一年と宣告された僕が、余命半年の君と出会った話 Ayaka's story』ポプラ社〈ポプラ文庫ピュアフル〉、2024年1月発売[9]、ISBN 978-4-591-18028-0
- 森田碧『余命一年と宣告された君と、消えたいと願う僕が出会った話』ポプラ社〈ポプラ文庫ピュアフル〉、2024年9月発売[10]、ISBN 978-4-591-18283-3

### 漫画
- 森田碧（原作）、沖野れん（漫画）『余命一年の僕が、余命半年の君と出会った話』KADOKAWA〈BRIDGE COMICS〉、既刊1巻（2023年8月8日現在）
  1. 2023年8月8日発売[11]、ISBN 978-4-04-682783-8

## 映画
『余命一年の僕が、余命半年の君と出会った話。』のタイトルで2024年6月27日よりNetflixで配信開始された。主演は永瀬廉。

### キャスト
- 早坂秋人 - 永瀬廉[7]
- 桜井春奈 - 出口夏希[7]
- 三浦綾香 - 横田真悠[13]
- 実希子 - 木村文乃[13]
- 早坂慈美 - 大塚寧々[13]
- 早坂一樹 - 仲村トオル[13]
- 桜井葉月 - 松雪泰子[13]
- 早坂夏海 - 月島琉衣[13]
- 杏花、秋谷郁甫、大友一生、野間口徹、水橋研二、夙川アトム[13]

### スタッフ
- 原作 - 森田碧『余命一年と宣告された僕が、余命半年の君と出会った話』（ポプラ社刊）
- 監督 - 三木孝浩[6]
- 脚本 - 吉田智子[6]
- 音楽 - 亀田誠治[6]
- 主題歌 - フジファブリック feat Suis「若者のすべて」[13]
- 劇中曲 - フジファブリック「若者のすべて」[12]
- エグゼクティブプロデューサー - 秋田周平
- プロデューサー - 渡久地翔、坂野達哉
- プロデュース - 春名慶
- 制作 - 日活、ジャンゴフィルム